# Tracción acústica
Tracción acústica es el primer disco en vivo de los Enanitos Verdes. Contiene temas conocidos en versión acústica y 2 nuevas canciones. Producido por Cachorro López. Coproducido por Enanitos Verdes.

Tracción acústica reúne la grabación de un recital acústico dado por Enanitos Verdes para la red Televisa, el 28 y 29 de octubre de 1997, en la Ciudad de México.

## Lista de canciones
| Tracción acústica |                                 |                                    |          |  |
| N.º               | Título                          | Escritor(es)                       | Duración |  |
| 1.                | «Por el resto»                  | (Marciano Cantero/Felipe Staiti)   |          |  |
| 2.                | «Te vi en un tren»              | (Marciano Cantero)                 |          |  |
| 3.                | «El guerrero»                   | (Horacio Gómez)                    |          |  |
| 4.                | «La muralla verde»              | (Marciano Cantero/Daniel Piccolo)  |          |  |
| 5.                | «Solo dame otra oportunidad»    | (Marciano Cantero)                 |          |  |
| 6.                | «Guitarras blancas»             | (Cantero/Staiti)                   |          |  |
| 7.                | «Cada vez que digo adiós»       | (Marciano Cantero)                 |          |  |
| 8.                | «El extraño de pelo largo»      | (Enrique Masllorens/Hiacho Lezica) |          |  |
| 9.                | «Tus viejas cartas»             | (Marciano Cantero)                 |          |  |
| 10.               | «No me verás // Metro Balderas» | (Marciano Cantero) // (Rockdrigo)  |          |  |
| 11.               | «Aún sigo cantando»             | (Marciano Cantero)                 |          |  |
| 12.               | «Fiesta Jurásica»               | (Felipe Staiti)                    |          |  |

## Créditos
- Bajo y voz: Marciano Cantero
- Guitarra: Felipe Staiti
- Batería: Daniel Piccolo

### Músicos invitados
- Teclados: Horacio Gómez
- Guitarra: Edgardo Pais y Jeff Baxter
- Pedal Steel, Lap Steel y Mandolín: Marca Muller
- Percusión: Armando Montiel, Leonardo Muñoz y Graham Hawthorne
- Coros: Celsa Mel Gowland y Lorena Álvarez
- Acordeón: Julieta Venegas

### Invitados especiales
- Jeff Baxter (Steely Dan - Doobie Brothers): guitarra acústica en El guerrero y La muralla verde.
- Julieta Venegas: acordeón en El guerrero y Guitarras blancas.[1]

## Datos adicionales
Tracción acústica cuenta con Fiesta Jurásica, un tema nuevo en estudio. Entre los temas restantes se destacan, además de los éxitos, el estreno de El guerrero tema compuesto por Horacio Gómez, quien desde 1994 a 2007 fue colaborador a tiempo completo de la banda haciendo teclados y el ensamble de No me verás con Metro Balderas, tema de Rockdrigo popularizado por el grupo mexicano El Tri.
El grabación original del video incluye las canciones Lamento boliviano, Mejor no hablemos de amor, H.i.v. y  Eterna soledad los cuales no están ni el disco ni en el DVD.